# Kaniuhu
Kaniuhu (Kaniuhi; ? – 1215.) bio je poglavica havajskog Velikog otoka iz dinastije Pili. Njegovo ime znači „tuga” na havajskom jeziku. Bio je treći vladar iz dinastije Pili; potomak poglavice Pilija i njegove sestre Hine, koji su rođeni na Tahitiju (Kahiki).
Njegovi su roditelji bili poglavica Kukohou i gospa Hineuki, koji su bili polubrat i polusestra, čija je seksualna unija smatrana svetom prema havajskom zakonu. Na drevnim Havajima, djeca rođena u braku brata i sestre smatrana su bogovima na Zemlji. Kao dječak, Kaniuhu je obrezan te je nepoznato je li imao braće. Njegova supruga je bila gospa Hiliamakani, koja mu je rodila sina Kanipahua.
Kukohou je umro o. 1185. god. te ga je Kaniuhu naslijedio. Vladao je do svoje smrti, o. 1215. te ga je sin naslijedio na tronu. Bio je predak kralja Kamehamehe I. Velikog.